# Schlacht um Samarinda
1. Borneo – Tarakan – Celebes – Balikpapan (See) – Balikpapan (Land) – West-Borneo – Samarinda (Ost-Borneo) – Banjarmasin (Süd-Borneo) – Ambon – Straße von Makassar – Sumatra – Palembang – Badung – Timor – Bali – Riau-Inseln – 1. Javasee – Sundastraße – Java – 2. Javasee – Niederländisch-Neuguinea – Kleine Sundainseln – Molukken – 2. Borneo
Die Schlacht um Samarinda fand vom 29. Januar bis zum 8. März 1942 im Südosten Borneos nördlich von Balikpapan zwischen Streitkräften der Koninklijk Nederlandsch-Indisch Leger (KNIL) und Truppen des Japanischen Kaiserreichs während des Pazifikkriegs im Zweiten Weltkrieg statt. In der Folge besetzten die Japaner die Ölfelder, Förderanlagen und die Stadt bis zu ihrer Kapitulation 1945.

## Vorgeschichte

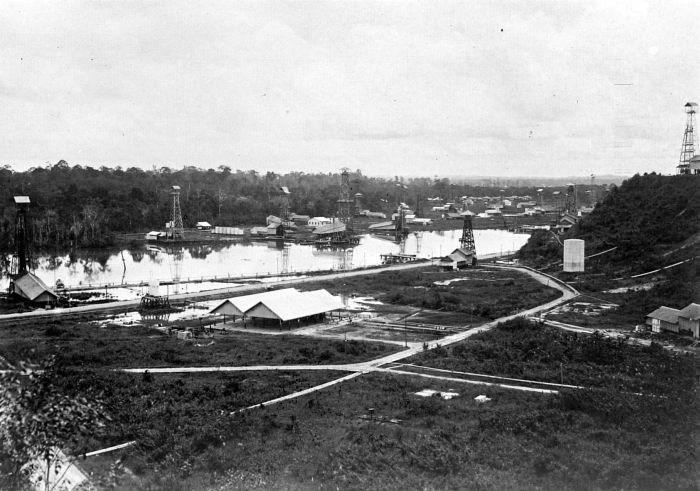
Das Sanga-Sanga-Ölfeld

Samarinda liegt etwa zwanzig Kilometer stromaufwärts des Flusses Mahakam (auch Kutei genannt) vor der Ostküste des Zentrums von Borneo, die der Makassar-Straße zugewandt ist.
Die Ölfelder der BPM (Bataafse Petroleum Maatschappij) bei Samarinda, die seit 1897 in Förderbetrieb sind und sich nördlich und südlich des Flusses Mahakam befinden, hatten eine große strategische Bedeutung für die Japaner. Die Bohrstelle in Sanga Sanga (genannt Louise) lieferte eine große Menge Erdöl für die Raffinerien in Balikpapan. Eine etwa 70 Kilometer lange Pipeline, die von Sanga Sanga über Samboja nach Balikpapan verläuft, liefert das Öl nach Balikpapan, von wo aus es dann verschifft wird. In dem Fördergebiet arbeiteten rund 100 europäische Angestellte und mehr als 7000 indigene Arbeiter, hauptsächlich Javaner. 1939 produzierten die Sanga-Sanga-Ölfelder jährlich rund 1 Million Tonnen Erdöl, das sind etwa 20 % der jährlichen Menge, die Japan zu dieser Zeit benötigte. Aus diesem Grund und wegen einer Kohlemine in der Nähe wurde Samarinda zu einem der wichtigsten Ziele der Japaner.

## Japanische Planung
Zwischen Vizeadmiral Ibō Takahashi, dem Oberbefehlshaber der Marineeinheit für Niederländisch-Ostindien, und Generalleutnant Imamura Hitoshi, dem Kommandeur der 16. Armee, wurde am 16. November 1941 bezüglich des Einsatzes der Sakaguchi-Abteilung, kommandiert von Generalmajor Sakaguchi Shizuo, eine Vereinbarung getroffen. Sie betraf deren Einsatz bei der Einnahme von Jolo, Tarakan, Balikpapan, Samarinda, Banjarmasin, Bali und Java. Es wurden genaue Anweisungen ausgearbeitet, wie die Invasionen zeitlich und organisatorisch abzulaufen hatten und wie die Verteilung der Zuständigkeiten zwischen der Japanischen Marine und der Armee auszusehen hätten.
Speziell für die Aktionen zur Einnahme von Samarinda und Sanga Sanga war vorgesehen, mit Landungsbooten von der Mündung des Flusses Pegah stromaufwärts zu fahren und die planmäßig gesetzten Schlüsselbereiche zu räumen. Die Armee war dafür vorgesehen, die Bewachung und Sicherung der Ressourcen sowie verschiedener Einrichtungen und deren Wartung zu übernehmen. Weiterhin sollte die öffentliche Ordnung sichergestellt werden, während die Marineeinheiten dafür verantwortlich waren, die Flugplätze einsatzbereit zu machen und zu sichern.
Von Beginn an war aber klar, dass sich die Ausführung des Plans während der Konsultationen zwischen den Kommandanten der Marine und der Armee vor Ort aufgrund der aktuellen Situation ändern kann. So erging auch am 25. Januar die Order, dass Samarinda und Sanga Sanga hauptsächlich über eine Landoperation eingenommen werden sollen. Nach Abschluss der Operation in Balikpapan und Umgebung würde die Samarinda-Invasionseinheit aus etwa einem Infanteriebataillon, einem Panzerwagenzug und einer Artilleriebatterie als Kern bestehen.

## Die Situation der KNIL in Samarinda

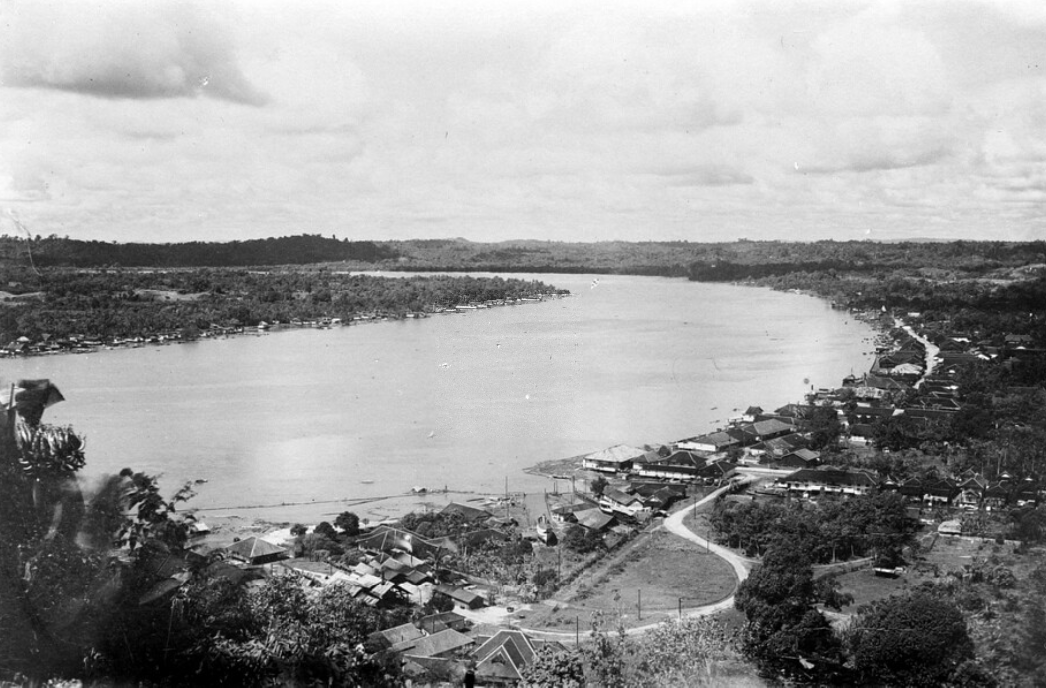
Samarinda am Mahakam (1940)

Zwischen 1940 und 1941 erweiterten die Niederländer ihre Flugplatzkapazität auf insgesamt 32, von denen allein 17 sich auf Java befanden. Da sie davon ausgingen, dass den Japanern die meisten davon bekannt waren, begannen sie auch geheime, getarnte Flugfelder anzulegen. Dazu gehörten Flugfelder auf Sumatra bei Palembang und auf Borneo. Die Flugfelder bekamen zur Kennung die römische Ziffer II angehängt. Auf Borneo waren dies Singkawang II (heute Harry Hadisoemantri Air Base), 60 Kilometer östlich von Singkawang und Samarinda II (heute Bandar Udara Melalan Kutai Barat), 75 Kilometer nordwestlich von Samarinda. An den meisten dieser Stützpunkte wurden nur die minimalen Bodeneinrichtungen bereitgestellt, um die Geheimhaltung so lange wie möglich aufrechtzuerhalten. Daher bestanden sie nur aus Grasstreifen mit einem Vorrat an Bomben und Treibstoff. Einige besaßen ein Funkfeuer, aber diese wurden bei Kriegsausbruch ausgeschaltet, um die Felder versteckt zu halten. Die Tankstellen waren ebenfalls minimal; das Auftanken erfolgte manuell direkt aus den zum Flugzeug gerollten Fässern. Die Bomben wurden an den meisten Stellen ebenfalls manuell verladen. Flugabwehrgeschütze standen nur den Hauptflugplätzen zur Verfügung, darunter Palembang II und Samarinda II. Eine Radarausrüstung fehlte allen.
Obwohl Glenn-Martin-Bomber, von Samarinda II gestartet, am 24. und 26. Dezember 1941 ein japanisches Landungsboot, Transportschiff und Minensuchboot in der Nähe von Kuching in Britisch-Borneo versenkten, wurde das Flugfeld nicht von den Japanern entdeckt.
Am 11. Januar 1942 trafen sich Archibald Wavell, der Oberbefehlshaber des Kommandos der alliierten amerikanischen, britischen, niederländischen und australischen Streitkräfte (ABDACOM), Generalleutnant ter Poorten, der Kommandierende der Landstreitkräfte, und der stellvertretende Oberbefehlshaber der Luftstreitkräfte, Generalmajor Brereton, zu einem offiziellen Gespräch in Batavia. Ter Poorten und Brereton übten Druck auf Wavell aus und verlangten für die Verteidigung der Flugplätze eine Verstärkung der Garnisonen, was aber von Wavell abgelehnt wurde, da er zu wenige Truppen zur Verfügung hatte und eine weitere Zerstreuung seiner Einheiten vermeiden wollte.
Hauptmann G. A. C. Monteiro mit seinem Stabsoffizier Oberleutnant J. P. Schellens kommandierte die kleine niederländische KNIL-Garnison in Samarinda. Sie gehörte dem Garnisonsbataillon der Süd- und Ostdivision von Borneo an, dessen Stab sich in Banjarmasin befand. Sie bestand aus einer Infanteriekompanie, einer motorisierten Abteilung mit zwei Panzerwagen unter Oberstabsfeldwebel A. E. Hillebrandt, einer Artilleriebatterie mit zwei Geschützen unter Adjutantenoffizier B. van Brussel, zwei Maschinengewehrtrupps unter Oberstabsfeldwebel H. A. Gorter sowie zwei Zügen mit Mörsern. Dazu kam ein mobiler Erste-Hilfe-Zug. Zusätzlich gab es auch einige kleine Schiffe auf dem Pegah, die mit KNIL-Truppen mit Panzerabwehrgeschützen bewaffnet waren, was den Vormarsch der Japaner sehr erschwerte.
Im Dezember 1941 wurde die Garnison mit etwa achtzig Kurzzeitgefangenen unter dem Kommando von Leutnant F. van Mossel verstärkt. Diese Soldaten waren ursprünglich für Tarakan bestimmt, wurden aber der Samarinda-Abteilung zur Verfügung gestellt. Sie waren erst seit vier Monaten unter Waffen und ihre Ausbildung war unzureichend.
Die Garnison bestand aus elf Reserveoffizieren (einschließlich eines Fähnrichs) und etwa 100 Männern Reserve- und Wehrpflichtigen. Die Mehrheit der Milizen oder Landstürmer gehörte der Belegschaft der BPM an und wurde den Zerstörungsteams zugewiesen.
Ende Dezember 1941 wurde die Samarinda-Abteilung aus dem Gebietskommando der südlichen und östlichen Division entbunden und wurde dem Hauptquartier in Bandung zugewiesen.
Am 20. Januar 1942 erfuhr Hauptmann Monteiro telefonisch vom Oberbefehlshaber in Balikpapan, Oberstleutnant Cornelis van den Hoogenband, dass im Zusammenhang mit der Annäherung einer japanischen Truppe beschlossen worden war, Balikpapan und die Bohrstelle Sambodja zu zerstören, woraufhin er beschloss, die Zerstörungsarbeiten in Sanga Sanga aufzunehmen. Am Nachmittag erhielt er dann vom Hauptquartier in Java den Befehl, das Abbruchpersonal nach Abschluss der Zerstörung über Samarinda II nach Java transportieren zu lassen. Die Abteilung blieb noch zwei Tage in Sanga Sanga, um dann mit vier Brigaden Sanga Sanga zu verlassen und mit dem Rest den Vormarsch der Japaner entlang des Mahakam in Richtung Samarinda II zu verlangsamen.
Am 29. Januar wurde der Kommandeur der Abteilung darüber informiert, dass die Japaner Maßnahmen zur Überquerung des Flusses Dondang ergriffen. Kurz darauf ging die Kommunikation mit Sanga Sanga verloren. Erst am 1. Februar erhielt er die Nachricht, dass die in Sanga Sanga zurückgelassene Abteilung von den Japanern besiegt worden war.

### Das Flugfeld Samarinda II
Samarinda II war einer der geheimen Flugplätze und befand sich tief im Dschungel von Borneo zwischen den Städten Longiram und Melak. Er war etwas besser ausgestattet als die anderen geheimen Basen. So verfügte Samarinda II über zwei Landebahnen und Einrichtungen wie Kommandozentralen, Unterstände, Arsenale, Bunker, Gefängnisse, Wasserspeicher, Umspannwerke und Krankenhäuser.

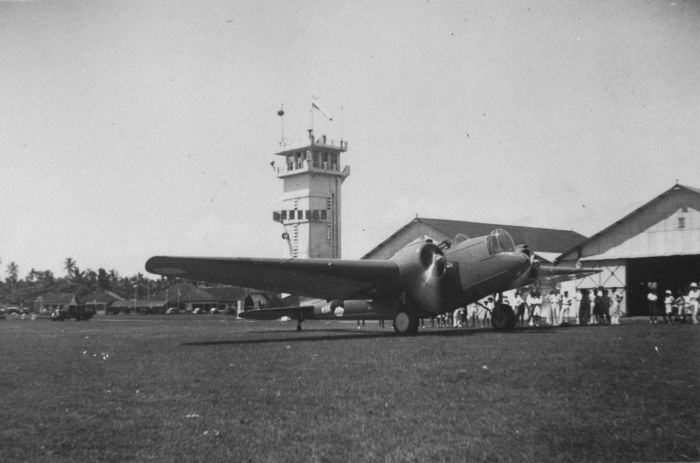
Martin-B-10-Bomber der KNIL-Luftwaffe

Die KNIL-Luftwaffe auf dem Flugplatz Samarinda II bestand aus einer Bomberschwadron mit elf Martin-Bombern, zwei Jagdgeschwadern mit je vier Brewster-Buffalo-Kampfflugzeugen und einigen Lockheed Lodestars, die Kontakt zum Hauptquartier auf Java und dem Oberkommando hielten. Der Flugplatzkommandant von Samarinda II war KNIL-Luftwaffenmajor L. C. A. van Dam.
Zur Verteidigung war eine KNIL-Garnison mit ungefähr 500 Mann unter dem Kommando von Major Gérard Du Ry van Beest Holle auf dem Flugplatz stationiert. Sie bestand ebenfalls aus einer Infanteriekompanie, einem Flugabwehr-Maschinengewehrzug, einem mobilen Erste-Hilfe-Zug und einer Milizabteilung, bestehend aus fünf unabhängigen Trupps mit etwa 75 Mann.
Vom 21. bis 23. Januar war das Wetter nördlich von Balikpapan, einschließlich Tarakan, schlecht, während es südlich davon deutlich besser war, was Umstände verursachte, die für die japanischen Lufteinsätze äußerst nachteilig waren. Nachdem sich die Wetterbedingungen ab dem 24. Februar wieder verbessert hatten, nahmen die Japaner ihre Aufklärungs- und Angriffsmissionen aus der Luft gegen die geheime niederländische Basis in Melak wieder auf.
Die japanische Luftwaffe entdeckte schließlich Samarinda II am 24. Januar 1942. In den folgenden Tagen gab es ständige Angriffe von Zeros der japanischen Marine. Samarinda II wurde von fünf Buffalos verteidigt. Zwei Buffalos wurden abgeschossen und beide Piloten getötet. Ein Zero-Jäger blieb beim Absturz auf dem Flugplatz fast unbeschädigt, so dass die niederländischen Piloten diesen japanischen Jäger zum ersten Mal genau untersuchen konnten.
Am 28. Januar wurden wiederum zwei Buffalos abgeschossen und das niederländische Kommando stimmte der Evakuierung von Samarinda II zu. Es wurde jedoch beschlossen, dass die Flugplatzgarnison dort bleiben würde, da die USA versprochen hatten 1000 Jagdflugzeuge auszuliefern.

## Die Japaner in Samarinda
Samarinda wurde am 2. Februar von den Japanern aus Balikpapan kommend besetzt. Die kleine KNIL-Abteilung hatte sich über den Fluss ins Landesinnere abgesetzt. Fünf an Ort und Stelle zurückgebliebene Niederländer wurden von den Japanern nach schweren Misshandlungen getötet. Unter ihnen befanden sich vier Beamte, die enthauptet wurden.
Oberstleutnant Motozō Kume, Kommandeur der Kume-Abteilung, rückte mit einer Teiltruppe auf der Straße zwischen Balikpapan, Batu Ampar und Samarinda vor und konzentrierte seine Haupteinheiten auf der Straße zwischen Balikpapan, Samboja und Samarinda. So gelang es ihm, mit seinen Einheiten die Ölfelder im gesamten Gebiet von Sanga Sanga und Umgebung einzunehmen.
Die KNIL-Abteilung verlor immer mehr Männer, da einheimische Soldaten nach und nach desertierten. Die Überlebenden konnten zwar einige japanische Angriffe abwehren, aber als die Japaner gepanzerte Landungsboote mit kleinen Kanonen einsetzten, mussten sie mit ihren Maschinengewehrschiffen flussaufwärts zurückweichen.
Am 9. März erreichten die Japaner den Flugplatz Samarinda II, der noch von den etwa 500 KNIL-Soldaten verteidigt wurde. Major Gérard Du Ry van Beest Holle und Hauptmann G. A. C. Monteiro beschlossen, nachdem sie von der allgemeinen Kapitulation erfahren hatten, sich den Japanern zu ergeben und begaben sich flussabwärts nach Samarinda. Etwa fünfzehn KNIL-Soldaten entschlossen sich den Kampf fortzusetzen und gingen den Mahakam flussaufwärts. Anfang Juni gelang es den Japanern, die Gruppe aufzustöbern. Alle bis auf zwei wurden von den Japanern erschossen. Den beiden anderen gelang es, sich mit Hilfe von Dayaks zu verstecken, bis sie von diesen im April 1943 an die Japaner übergeben wurden, die sie aber am Leben ließen.

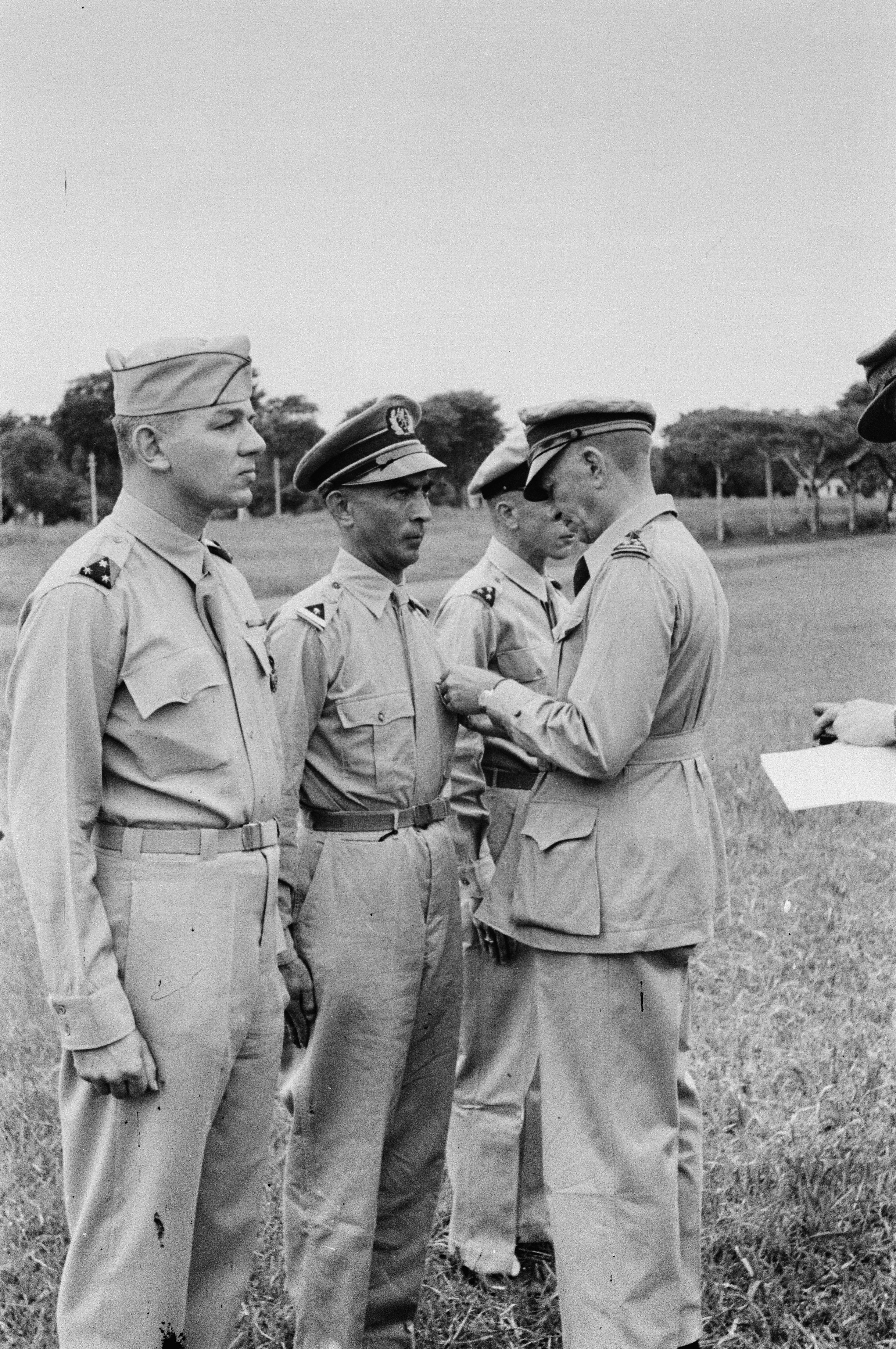
Oberst Reemer verleiht Hauptmann Monteiro (Mitte) den Bronzenen Löwen in Bandung.

## Nach der Schlacht
Viele Gefangene wurden auf dem Flugfeld Samarinda II von den Japanern zur Zwangsarbeit verpflichtet. Major Van Beest Holle starb am 4. Juni 1944 in einem Gefangenenlager auf Tarakan. Hauptmann Monteiro überlebte den Krieg und wurde 1948 in Bandung mit dem Bronzenen Löwen ausgezeichnet.
Samarinda und die Ölförderanlagen bei Sanga Sanga blieben bis zur japanischen Kapitulation 1945 unter japanischer Verwaltung. Das Flugfeld Samarinda II nutzen die Japaner nur als Ausweichflugplatz für Notfälle.